# Бой у Раевки
Бой у Раёвки (иначе Сражение под Смоленском) — сражение Северной войны, состоявшееся 9 (20) сентября 1708 года (10 сентября по шведскому календарю) у Раёвки в 70 км юго-западнее Смоленска между шведскими и русскими войсками во время движения шведского войска от Могилёва к Смоленску.

## Предыстория
Продолжая свой Русский поход, шведский король Карл XII продолжал надеяться на генеральное сражение, в котором он смог бы разбить русских. Однако русские избегали сражения, выжигая всё на пути своего отступления и досаждая противнику мелкими диверсиями. В основном столкновения происходили с иррегулярной русской конницей, постоянно державшей неприятеля в напряжении.
Одновременно генерал-майору Микашу из корпуса генерала Р. Х. Баура было приказано «с полками всеми поднятца и у неприятеля з боку итти». Эти регулярные конные полки Микаша «добрым порядком» были доведены до того места, где решено «на малой и к переходу неудобной переправе атаковать» неприятеля и атаку начать, пустив в дело сперва казаков. 9 (20) сентября 1708 года у деревни Раёвка Микаш с 12 эскадронами драгун устроил засаду в теснине, по которой должны были проходить шведские войска.

## Ход сражения
Шведская армия подходила к деревне Раёвке, когда шведы заметили в отдалении какой-то русский отряд. Это была нерегулярная конница. Карл XII послал атаковать его валахов и часть шведов. Но вместе с казаками уже находились быстро посланные Петром 1300 человек регулярной конницы, которые и отбросили первый отряд, посланный Карлом. Те донесли королю, что натолкнулись вовсе не на обычно рыскавшую вокруг нерегулярную конницу, а на отряд русской кавалерии из корпуса генерала Баура.
Ничего не разведав и, как всегда, пренебрежительно отнесясь к русским, король взял с собой один из лучших полков (Остготландский кавалерийский) и помчался на неприятеля, который, однако, вовсе не подался и окружил короля. Русская конница имела численный перевес и вскоре полностью окружила потрепанный в боях Остготландский полк. В безжалостной рубке королевская охрана была полностью перебита. Карл XII непременно был бы убит или взят в плен. Благодаря невыделявшейся простой форме, в которую облачался король, и густым клубам пыли Карл XII поначалу оставался неузнанным. Почти весь эскадрон, во главе которого находился Карл, был изрублен без остатка. По свидетельству очевидцев, в суматохе боя он пристал к одному из русских подразделений, пока не наткнулся на взвод шведской кавалерии, спешивший на выручку своим. Король тут же присоединился к этому взводу. Но и этот взвод тоже почти весь был перебит русскими. Вскоре под ним пала лошадь, и он продолжал драться в пешем строю. Затем Карл XII воспользовался лошадью убитого адъютанта и продолжал отбиваться от русских драгун. Вокруг короля оставалось всего пять человек, когда к шведам подоспело подкрепление.
Примчавшийся во главе выручки генерал-адъютант Туре Хорд (Thure Hård) был убит наповал, другой генерал-адъютант Русеншерна (Rosenstjerna) — смертельно ранен. Только подоспевшие уже на вторую выручку шведские войска спасли Карла и бывшего при нём принца Вюртембергского и увезли их в свой лагерь. Когда шведы возвращались, то регулярная русская конница их не преследовала, а снова были пущены в ход казаки, которые «на неприятельских флангах многих копьями покололи».
После 2-часового боя обе стороны прекратили бой и отошли: русские к деревне Кадино, а шведы — к Раёвке. Сражение у Раёвки стоило шведам 1,5 тысячи человек. Русские потеряли 375 человек убитыми и пропавшими без вести. В этом бою участвовал и Пётр I, который назвал его «счастливой партией». Кстати, царь находился так близко от шведского монарха, что писал: «виден нам был король шведской сам особою своею».

## Последствия
После боя у Раёвки русская армия отошла к Смоленску, где стала в сильном ретраншементе.
Карл XII простоял несколько дней в Старышах (11-13 сентября 1708 года по шведскому календарю). Шведский генерал-квартирмейстер А. Гилленкрок описывает размышления короля о путях продолжения кампании. Обсуждались следующие варианты продолжения кампании:
- Продолжать поход на Москву — невозможно, так как русская армия, если будет принуждена отступать, все сожжёт и уничтожит при своём отступлении.
- Отступить за Днепр и расположиться в Витебском воеводстве. При обсуждении этого варианта фельдмаршал К. Г. Реншильд заметил Гилленкроку: «Король не согласится на это. Неприятель стоял там на квартирах всю зиму, даже до июня, следовательно или мало, или вовсе не найдем ни провианта, ни фуража…» А министр К. Пипер сказал следующее: «Король не воротится за Днепр. Он почтет это посрамлением…» Как бы предвосхищая этот вариант, 18 сентября русские сожгли Витебск[2], были сожжены также Орша, Дубровно, Горки и Могилёв[3].
- Третья дорога ведёт в Северский край, где можно найти достаточное количество припасов. На это Пипер сказал: «Если же Король решится идти в Северский край, то я думаю, что русские не осмелятся жечь всё, как жгут теперь, и что казаки перейдут к нам».

На военном совете, в котором участвовали, кроме Карла XII, фельдмаршал К. Г. Реншильд, 1-й министр короля К. Пипер и генерал-майор Ю. А. Мейерфельдт, было принято решение повернуть шведскую армию в Северскую Украину, не дожидаясь подхода корпуса А. Л. Левенгаупта, шедшего из Прибалтики.
Одним из последствий этого решения был разгром корпуса Левенгаупта при Лесной 28 сентября (9 октября) 1708 года.
Бой у Раёвки имел и политические последствия: узнав о неблагоразумии короля, в Стокгольме также пришли в серьёзную тревогу. Политические группы стали обсуждать вопрос о регентстве Гедвиги Софии, вдовствующей герцогини Гольштейн-Готторпской. Было ясно, что абсолютно ничем не мотивированное приключение у Раевки, стоившее жизни двум почти целиком истреблённым шведским эскадронам и двум генерал-адъютантам, может каждый день повториться и что русская пуля непременно найдет Карла XII.